# عریان‌تپه
عریان‌تپه یا آیران دیبی یکی از روستاهای استان آذربایجان شرقی است که در دهستان هرزندات غربی بخش مرکزی شهرستان مرند واقع شده‌است.
این روستا یکی از روستاهای شهرستان مرند  میباشد. فاصله ی این روستا از مرند حدود 35 کیلومتر و از هادیشهر 14 کیلومتر میباشد و در حوزه استحفاظی پلیس راه جلفا واقع گردیده است .
جمعیت این روستا حدود 1700 نفر است.